# Saison 2018-2019 du FC Porto
Maillots
Dernière mise à jour : 4 février 2019.
Chronologie
Saison précédente Saison suivante
La saison 2018-2019 du FC Porto voit le club disputer quatre compétitions : la Primeira Liga, la Coupe du Portugal, la Coupe de la Ligue et la Ligue des champions.

## Préparation d'avant-saison
La saison 2018-2019 du FC Porto débute officiellement le lundi 2 juillet 2018 avec la reprise de l'entraînement au Centro de Treinos e Formação Desportiva PortoGaia.

## Transferts

### Transferts estivaux
| Nom                  | Nationalité  | Poste          | Transfert                         | Provenance/Destination | Division           |
| -------------------- | ------------ | -------------- | --------------------------------- | ---------------------- | ------------------ |
| Arrivées             |              |                |                                   |                        |                    |
| Majeed Waris         | Ghana        | Attaquant      | Transfert (6 millions d'euros)    | FC Lorient             | Ligue 2            |
| Chancel Mbemba       | RD Congo     | Défenseur      | Transfert (4,5 millions d'euros)  | Newcastle United FC    | Premier League     |
| Éder Militão         | Brésil       | Défenseur      | Transfert (4 millions d'euros)    | São Paulo FC           | Série A            |
| João Pedro           | Brésil       | Défenseur      | Transfert (4 millions d'euros)    | SE Palmeiras           | Série A            |
| Saidy Janko          | Suisse       | Défenseur      | Transfert (3 millions d'euros)    | AS Saint-Étienne       | Ligue 1            |
| Yordan Osorio        | Venezuela    | Défenseur      | Transfert (1 million d'euros)     | CD Tondela             | Primeira Liga      |
| Paulinho             | Brésil       | Milieu         | Transfert (montant inconnu)       | Portimonense SC        | Primeira Liga      |
| Ewerton              | Brésil       | Milieu         | Transfert (montant inconnu)       | Portimonense SC        | Primeira Liga      |
| Marius Mouandilmadji | Tchad        | Attaquant      | Transfert (montant inconnu)       | Coton Sport FC         | Elite One          |
| João Costa           | Portugal     | Gardien de but | Retour de prêt                    | Gil Vicente FC         | Segunda Liga       |
| Chidozie Awaziem     | Nigeria      | Défenseur      | Retour de prêt                    | FC Nantes              | Ligue 1            |
| Miguel Layún         | Mexique      | Défenseur      | Retour de prêt                    | Sevilla FC             | La Liga            |
| João Carlos Teixeira | Portugal     | Milieu         | Retour de prêt                    | SC Braga               | Primeira Liga      |
| Alberto Bueno        | Espagne      | Milieu         | Retour de prêt                    | Málaga CF              | La Liga            |
| Mikel Agu            | Nigeria      | Milieu         | Retour de prêt                    | Bursaspor              | Süper Lig          |
| Rui Pedro            | Portugal     | Attaquant      | Retour de prêt                    | Boavista FC            | Primeira Liga      |
| Adrián López         | Espagne      | Attaquant      | Retour de prêt                    | Deportivo de La Coruña | La Liga            |
| Diogo Leite          | Portugal     | Défenseur      | Premier contrat professionnel     | FC Porto B             | Segunda Liga       |
| Bruno Costa          | Portugal     | Milieu         | Premier contrat professionnel     | FC Porto B             | Segunda Liga       |
| Départs              |              |                |                                   |                        |                    |
| Ricardo Pereira      | Portugal     | Défenseur      | Transfert (22+3 millions d'euros) | Leicester City FC      | Premier League     |
| Diogo Dalot          | Portugal     | Défenseur      | Transfert (22 millions d'euros)   | Manchester United FC   | Premier League     |
| Willy Boly           | France       | Attaquant      | Transfert (12 millions d'euros)   | Wolves                 | Premier League     |
| Miguel Layún         | Mexique      | Milieu         | Transfert (4 millions d'euros)    | Villarreal CF          | La Liga            |
| Gonçalo Paciência    | Portugal     | Attaquant      | Transfert (3 millions d'euros)    | Eintracht Frankfurt    | Bundesliga         |
| Suk Hyun-Jun         | Corée du Sud | Attaquant      | Transfert (2 millions d'euros)    | ESTAC Troyes           | Ligue 2            |
| Paulinho             | Brésil       | Milieu         | Transfert (montant inconnu)       | Portimonense SC        | Primeira Liga      |
| Zé Manuel            | Portugal     | Attaquant      | Transfert (montant inconnu)       | CD Santa Clara         | Primeira Liga      |
| Ivo Rodrigues        | Portugal     | Attaquant      | Transfert (montant inconnu)       | Royal Antwerp FC       | Division 1A        |
| João Carlos Teixeira | Portugal     | Milieu         | Fin de contrat                    | Vitória Guimarães      | Primeira Liga      |
| Iván Marcano         | Espagne      | Défenseur      | Fin de contrat                    | AS Rome                | Serie A            |
| André André          | Portugal     | Milieu         | Fin de contrat                    | Vitória Guimarães      | Primeira Liga      |
| Diego Reyes          | Mexique      | Défenseur      | Fin de contrat                    | Fenerbahçe SK          | Süper Lig          |
| José Sá              | Portugal     | Gardien de but | Prêt                              | Olympiakos             | Superleague Elláda |
| João Costa           | Portugal     | Gardien de but | Prêt                              | FC Cartagena           | Segunda División B |
| Jorge Fernandes      | Portugal     | Défenseur      | Prêt                              | CD Tondela             | Primeira Liga      |
| Yordan Osorio        | Venezuela    | Défenseur      | Prêt                              | Vitória Guimarães      | Primeira Liga      |
| Saidy Janko          | Suisse       | Défenseur      | Prêt                              | Nottingham Forest FC   | Championship (D2)  |
| Mikel Agu            | Nigeria      | Milieu         | Prêt                              | Vitória FC             | Primeira Liga      |
| Ewerton              | Brésil       | Milieu         | Prêt                              | Portimonense SC        | Primeira Liga      |
| Majeed Waris         | Ghana        | Attaquant      | Prêt                              | FC Nantes              | Ligue 1            |
| Wenderson Galeno     | Brésil       | Attaquant      | Prêt                              | Rio Ave FC             | Primeira Liga      |

## Compétitions
| Championnat du Portugal | Ligue des champions | Coupe du Portugal | Coupe de la Ligue | Supercoupe du Portugal          |
| ----------------------- | ------------------- | ----------------- | ----------------- | ------------------------------- |
| Premier 42 points       | Huitièmes de finale | Quarts de finale  | Demi-finales      | Vainqueur face au CD Aves (3-1) |
| 14V 0N 2D               | 5V 1N 0D            | 3V 0N 0D          | 2V 1N 0D          | 1V 0N 0D                        |
| TOTAL : 25V 2N 2D       |                     |                   |                   |                                 |

### Primeira Liga
La saison 2018-2019 de Primeira Liga est la 85e édition du championnat du Portugal de football. La saison débute le 10 août 2018 et se terminera le 19 mai 2019. 
Les deux équipes promues de Segunda Liga sont le CD Santa Clara et le CD Nacional. 

### Classement
| Rang | Équipe            | Pts | J  | G  | N | P | Bp | Bc | Diff \|\| Qualification ou relégation \|\| |                                                                          |
| ---- | ----------------- | --- | -- | -- | - | - | -- | -- | ------------------------------------------ | ------------------------------------------------------------------------ |
| 1    | FC Porto T S      | 42  | 16 | 14 | 0 | 2 | 34 | 10 | +24                                        | Qualification pour la phase de groupes de la Ligue des champions         |
| 2    | SC Braga          | 36  | 16 | 11 | 3 | 2 | 31 | 16 | +15                                        | Qualification pour le 3e tour de qualification de la Ligue des champions |
| 3    | SL Benfica        | 35  | 16 | 11 | 2 | 3 | 35 | 17 | +18                                        | Qualification pour la 3e tour de la Ligue Europa                         |
| 4    | Sporting CP       | 34  | 16 | 11 | 1 | 4 | 32 | 18 | +14                                        | Qualification pour la 2e tour de la Ligue Europa                         |
| 5    | Moreirense FC     | 28  | 16 | 9  | 1 | 6 | 18 | 20 | -2                                         |                                                                          |
| 6    | Vitória Guimarães | 25  | 16 | 7  | 4 | 5 | 22 | 17 | +5                                         |                                                                          |
| 7    | CF Os Belenenses  | 25  | 16 | 6  | 7 | 3 | 20 | 16 | +4                                         |                                                                          |
| 8    | Portimonense SC   | 23  | 16 | 7  | 2 | 7 | 23 | 27 | -4                                         |                                                                          |

Mis à jour après les matchs joués, au 8 janvier 2019. Source : Liga Portugal 
 
Critères de départage : 
 
1. Différence de buts générale 
 
2. Plus grand nombre de points sur confrontations directes 

3. Différence de buts particulière 

4. Plus grand nombre de buts dans les confrontations directes 
 
5. Plus grand nombre de buts à l’extérieur dans les confrontations directes 

6. Meilleure attaque générale 

7. Meilleure attaque à l’extérieur (général) 

8. Club ayant marqué le plus grand nombre de buts sur une rencontre de championnat 
 
9. Départage disciplinaire

#### Évolution du classement et des résultats
| Rang     | 1 | 1 | 5 | 4 | 3 | 2 | 3 | 1 | 1 | 1 | 1 | 1 | 1 | 1 | 1 | 1 |  |  |  |  |  |  |  |  |  |  |  |  |  |  |  |  |  |  | 11 |   |   |
| Résultat | G | G | P | G | G | G | P | G | G | G | G | G | G | G | G | G |  |  |  |  |  |  |  |  |  |  |  |  |  |  |  |  |  |  | —  | — | — |

### Ligue des champions
La Ligue des champions 2018-2019 est la 64e édition de la Ligue des champions, la plus prestigieuse des compétitions européennes inter-clubs. Elle est divisée en deux phases, une phase de groupes, qui consiste en huit mini-championnats de quatre équipes par groupe, les deux premières poursuivant la compétition et la troisième étant repêchée en seizièmes de finale de la Ligue Europa.

#### Phase de groupes
| Rang | Équipe           | Pts | J | G | N | P | Bp | Bc | Diff |  | Résultats (▼ dom., ► ext.) |     |     |     |     |
| ---- | ---------------- | --- | - | - | - | - | -- | -- | ---- |  | -------------------------- | --- | --- | --- | --- |
| 1    | FC Porto         | 16  | 6 | 5 | 1 | 0 | 15 | 6  | +9   |  | FC Porto                   |     | 3-1 | 1-0 | 4-1 |
| 2    | Schalke 04       | 11  | 6 | 3 | 2 | 1 | 6  | 4  | +2   |  | Schalke 04                 | 1-1 |     | 2-0 | 1-0 |
| 3    | Galatasaray      | 4   | 6 | 1 | 1 | 4 | 5  | 8  | -3   |  | Galatasaray                | 2-3 | 0-0 |     | 3-0 |
| 4    | Lokomotiv Moscou | 3   | 6 | 1 | 0 | 5 | 4  | 12 | -8   |  | Lokomotiv Moscou           | 1-3 | 0-1 | 2-0 |     |

### Coupe du Portugal
La coupe du Portugal de football 2017-2018 est la 79e édition de la Coupe du Portugal, compétition à élimination directe jusqu'aux quarts de finale mettant aux prises des clubs de football amateurs et professionnels affiliés à la Fédération portugaise de football, qui l'organise conjointement avec les ligues régionales.

### Coupe de la Ligue
La Coupe de la Ligue portugaise de football 2018-2019 est la 12e édition de la Coupe de la Ligue. 
Les 18 équipes de Primeira Liga et 15 équipes de Segunda Liga participent à cette compétition soit 33 équipes.  

#### Phase de groupes
| Rang | Équipe        | Pts | J | G | N | P | Bp | Bc | Diff |  | Résultats (▼ dom., ► ext.) | FCP | VSC | GDC | CFB |
| ---- | ------------- | --- | - | - | - | - | -- | -- | ---- |  | -------------------------- | --- | --- | --- | --- |
| 1    | FC Porto      | 4   | 2 | 1 | 1 | 0 | 5  | 3  | +2   |  | FC Porto                   |     | 4-2 | 1-1 |     |
| 2    | Varzim SC     | 3   | 2 | 1 | 0 | 1 | 4  | 5  | -1   |  | Varzim SC                  |     |     |     | 2-1 |
| 3    | GD Chaves     | 1   | 1 | 0 | 1 | 0 | 1  | 1  | 0    |  | GD Chaves                  |     | -   |     |     |
| 4    | CF Belenenses | 0   | 1 | 0 | 0 | 0 | 1  | 2  | -1   |  | CF Belenenses              | -   |     | -   |     |

## Joueurs et encadrement technique

### Joueurs prêtés
| Joueurs prêtés pour la saison 2018-2019 |    |                        |                  |                     |              |                  |  |
| \| N° \| P. \| Nat. \| Nom \| Date de naissance \| Sélection \| Club en prêt \| \| \| — \| G \| \| João Costa \| 02/02/1996 (29 ans) \| – \| FC Cartagena \| \| \| — \| D \| \| Jorge Fernandes \| 02/04/1997 (27 ans) \| Portugal U20 \| CD Tondela \| \| \| — \| D \| \| Yordan Osorio \| 10/05/1994 (30 ans) \| Venezuela \| Vitória SC \| \| \| — \| M \| \| Ewerton \| 01/12/1992 (32 ans) \| – \| Portimonense SC \| \| \| — \| M \| \| Fede Varela \| 07/05/1996 (28 ans) \| – \| Rayo Majadahonda \| \| \| — \| M \| \| Juan Quintero \| 18/01/1993 (32 ans) \| Colombie \| CA River Plate \| \| \| — \| A \| \| Majeed Waris \| 19/09/1991 (33 ans) \| – \| FC Nantes \| \| \| — \| A \| \| Kelvin \| 01/06/1993 (31 ans) \| – \| Vasco da Gama \| \| \| — \| A \| \| Walter \| 22/07/1989 (35 ans) \| – \| Paysandu SC \| \| \| — \| A \| \| Wenderson Galeno \| 22/10/1997 (27 ans) \| – \| Rio Ave FC \| \| |    |                        |                  |                     |              |                  |  |
| N° | P. | Nat.                   | Nom              | Date de naissance   | Sélection    | Club en prêt     |  |
| — | G  | Drapeau du Portugal    | João Costa       | 02/02/1996 (29 ans) | –            | FC Cartagena     |  |
| — | D  | Drapeau du Portugal    | Jorge Fernandes  | 02/04/1997 (27 ans) | Portugal U20 | CD Tondela       |  |
| — | D  | Drapeau du Venezuela   | Yordan Osorio    | 10/05/1994 (30 ans) | Venezuela    | Vitória SC       |  |
| — | M  | Drapeau du Brésil      | Ewerton          | 01/12/1992 (32 ans) | –            | Portimonense SC  |  |
| — | M  | Drapeau de l'Argentine | Fede Varela      | 07/05/1996 (28 ans) | –            | Rayo Majadahonda |  |
| — | M  | Drapeau de la Colombie | Juan Quintero    | 18/01/1993 (32 ans) | Colombie     | CA River Plate   |  |
| — | A  | Drapeau du Ghana       | Majeed Waris     | 19/09/1991 (33 ans) | –            | FC Nantes        |  |
| — | A  | Drapeau du Brésil      | Kelvin           | 01/06/1993 (31 ans) | –            | Vasco da Gama    |  |
| — | A  | Drapeau du Brésil      | Walter           | 22/07/1989 (35 ans) | –            | Paysandu SC      |  |
| — | A  | Drapeau du Brésil      | Wenderson Galeno | 22/10/1997 (27 ans) | –            | Rio Ave FC       |  |

| N° | P. | Nat.                   | Nom              | Date de naissance   | Sélection    | Club en prêt     |  |
| —  | G  | Drapeau du Portugal    | João Costa       | 02/02/1996 (29 ans) | –            | FC Cartagena     |  |
| —  | D  | Drapeau du Portugal    | Jorge Fernandes  | 02/04/1997 (27 ans) | Portugal U20 | CD Tondela       |  |
| —  | D  | Drapeau du Venezuela   | Yordan Osorio    | 10/05/1994 (30 ans) | Venezuela    | Vitória SC       |  |
| —  | M  | Drapeau du Brésil      | Ewerton          | 01/12/1992 (32 ans) | –            | Portimonense SC  |  |
| —  | M  | Drapeau de l'Argentine | Fede Varela      | 07/05/1996 (28 ans) | –            | Rayo Majadahonda |  |
| —  | M  | Drapeau de la Colombie | Juan Quintero    | 18/01/1993 (32 ans) | Colombie     | CA River Plate   |  |
| —  | A  | Drapeau du Ghana       | Majeed Waris     | 19/09/1991 (33 ans) | –            | FC Nantes        |  |
| —  | A  | Drapeau du Brésil      | Kelvin           | 01/06/1993 (31 ans) | –            | Vasco da Gama    |  |
| —  | A  | Drapeau du Brésil      | Walter           | 22/07/1989 (35 ans) | –            | Paysandu SC      |  |
| —  | A  | Drapeau du Brésil      | Wenderson Galeno | 22/10/1997 (27 ans) | –            | Rio Ave FC       |  |

## Statistiques
| Compétition            | Débute au tour   | Termine   | Matches joués | Gagnés | Nuls | Perdus | Buts pour | Buts contre | Différence |
| ---------------------- | ---------------- | --------- | ------------- | ------ | ---- | ------ | --------- | ----------- | ---------- |
| Supercoupe du Portugal | Finale           | Vainqueur | 1             | 1      | 0    | 0      | 3         | 1           | +2         |
| Primeira Liga          | -                | -         | 10            | 8      | 0    | 2      | 21        | 6           | +15        |
| Coupe du Portugal      | 1/32 de finale   | -         | 1             | 1      | 0    | 0      | 6         | 0           | +6         |
| Coupe de la Ligue      | Phase de groupes | -         | 2             | 1      | 1    | 0      | 5         | 3           | +2         |
| Ligue des champions    | Phase de groupes | -         | 4             | 3      | 1    | 0      | 9         | 3           | +6         |
| Total                  | -                | -         | 18            | 14     | 2    | 2      | 44        | 13          | +31        |

## Équipe réserve
Le FC Porto B est une équipe de football portugais, qui constitue en pratique l'équipe réserve du FC Porto. Fondé en 1996, il est dissous en 2006 puis recréé en 2012, à la suite de la décision d'accepter en Segunda Liga les équipes réserves des clubs de l’élite.